# 佳世達科技
佳世達科技股份有限公司（英語：Qisda Corporation）隸屬於明基友達集團，是台灣重要的ODM/OEM公司。

## 歷史
佳世達科技前身，是1984年4月21日成立的明碁電腦（Continental Systems Inc.），為宏碁（Acer）集團旗下公司，並共同使用Acer的標誌。
2001年，宏碁分拆品牌和代工事業。2001年12月5日，明碁推出自有品牌BenQ，並將英文企業名稱更名為BenQ Corporation。2002年5月更名為明基電通，由李焜耀擔任董事長。2007年9月，明基電通正式更名為佳世達科技，並將品牌業務明基電通（BenQ）成立新公司。2017年董事會推舉李焜耀升任榮譽董事長，由陳其宏接任董事長兼總經理。

## 大事紀
- 1984年4月21日：公司設立登記，原本是宏碁集團旗下的明碁電腦公司。
- 2001年12月5日：明碁電腦公司推出自有品牌BenQ，更將公司的英文名稱更改為BenQ Corporation。
- 2002年5月：公司的中文名稱變更為明基電通。
- 2005年：BenQ 併購了德國西門子公司的手機部門，同時BenQ 也取得西門子授權 BenQ-Siemens 品牌使用權為五年。[1]
- 2005年11月9日，以BenQ-Siemens名義贊助皇家馬德里。
- 2007年9月，正式更名為佳世達科技。[2]另新成立的品牌業務公司承繼明基電通。
- 2010年投入醫療產業，併購三豐醫材。[3]
- 2023年18億入股丁丁藥局，股份占比約 28.54%。
- 2024年1月，請南韓女團aespa擔任尾牙表演嘉賓。
- 2024年6月，與工研院簽署策略夥伴協議書，共同打造生醫跨域合作平台。[4]

## 外部連結
- 佳世達(2352) - 個股新聞 - Yahoo!奇摩股市 （页面存档备份，存于）
- Qisda佳世達科技 （页面存档备份，存于）